# Edgard Gousse
Edgard Gousse, né à Jacmel en Haïti, est un professeur, chercheur, artiste peintre, traducteur, linguiste et didacticien et écrivain québécois.

## Biographie
Edgard Gousse vit une vingtaine d’années à Montréal et séjourne à Cuba ainsi que dans plusieurs autres pays de l’Amérique latine. Il vit actuellement à Montréal.
« Les ouvrages d’Edgard Gousse touchent tous les genres littéraires : poésie, roman, théâtre, essai. Enseignant-chercheur, également critique littéraire, sa précieuse contribution à l’enrichissement du champ littéraire haïtien, voire mondial, recèle la passion, l’engagement et les nobles ambitions »,.
Il présente également des conférences portant sur la littérature dans plusieurs centres culturels, milieux académiques à l'international en plus de participer à plusieurs programmes de radio et de télévision dont Radio-Canada International, CBF-Radio-Canada, Télévision Quatre-Saisons, Télé-Québec, Tele Mexico, Telediario Monterrey, Radio Habana, etc,.
De 1992 à 1999, il est directeur de Ruptures, une revue littéraire multilingue des Trois Amériques éditée à Montréal. De 1993 à 2000, Gousse est vice-président du Festival international de poésie de Santiago de Cuba. Il est aussi ancien vice-président du Congrès international de Poésie tenu à Santiago de Cuba (2000).
En poésie il fait paraître plusieurs titres dont Mémoires du vent (Éditions du Noroît, 1993), La sagesse de l'aube (Triptyque, 1997), une « réflexion intérieure que suscite l'abandon devant les forces de la vie et de la mort », Les oiseaux se taisent et me regardent (Triptyque, 2008) ainsi que Je ne danse qu'avec les femmes nues (Éditions Trois Amérique, 2016).
Comme romancier, il publie plusieurs livres, notamment aux Éditions Trois Amériques, dont Jeunes filles en liberté (2015), Les ailes cassées de la colère (2016), Femme des papas (2019) ainsi que Le sorcier de la maison blanche (2020).
Il fait également paraître plusieurs essais dont Dans le ventre de la bête : essai sur l'occupation américaine d'Haïti, 1915-1934, 1994, 2004 ainsi que La création révoltée : essai critique = La creación rebelde : ensayo crítico (Éditions Trois Amériques, 2014).
Il est juré au Grand Prix du livre de Montréal (1994, 1995 et 1996). Il est également président du jury pour le Prix de poésie de Pedro Correa Vásquez, à Cuba (2000).
Il est récipiendaire de la Médaille José Maria de Heredia décernée par l’Union des écrivains et artistes de Cuba (1995). Il est honoré au Congrès international sur la ville et l'écrivain, tenu à Monterrey au Mexique (1996) en plus d'être médaillé d'Or du Cercle des Artistes Peintres et Sculpteurs du Québec (2017). En 2018, il obtient la médaille d'Argent lors de l’exposition à l’Abbaye de Fontdouce à Charente-Maritime, en France (2018).
Gousse est membre de l'Union des écrivaines et écrivains québécois, de la Société littéraire de Laval, des Écrivains francophones d’Amérique, de l’Association des traducteurs littéraires du Canada, du Regroupement des artistes en arts visuels du Québec ainsi que du Centre québécois du P.E.N. international.

## Œuvres

### Poésie
- Cieux verts pour la diaspora, Montréal, Edgardjsthgousse, 1981, 38 p.
- Antilles-2, Croisade pour un paradis-nègre, Montréal, Edgardjsthgousse, 1981, 126 p.
- Mémoires du vent, avec des encres de Alexandra Malbranque, Montréal, Éditions du Noroît, 1993, 75 p. (ISBN 2-89018-272-X)
- La sagesse de l'aube, avec six dessins de Sergio Kokis, Montréal, Triptyque, 1997, 69 p. (ISBN 2-89031-274-7)
- Les oiseaux se taisent et me regardent, Montréal, Triptyque, 2008, 112 p. (ISBN 978-2-89031-627-0)
- Je ne danse qu'avec les femmes nues, Montréal, Éditions Trois Amérique, 2016, 79 p. (ISBN 9782924440100)
- Caprices de fille par temps de pandémie : 51poèmes d'amour pour des filles de 15 ans, Montréal, Éditions Trois Amériques, CIDIHCA, 2021, 103 p. (ISBN 9782894544655 et 9782924440223)

### Romans
- Les yeux de la chair, Laval, Laval : Teichtner, 2004, 259 p. (ISBN 9782916435497 et 9782916435497)
- Ne dites pas à ma mère que je suis une salope, Montréal, CIDIHCA, 2013, 217 p. (ISBN 9782894543924)
- Jeunes filles en liberté, Montréal, Éditions Trois Amériques, 2015, 287 p. (ISBN 9782924440049)
- Les ailes cassées de la colère, Montréal, Éditions Trois Amériques, 2016, 316 p. (ISBN 9782924440117)
- Limenna bout ke, Montréal, Éditions Trois Amériques, CIDIHCA, 2018, 364 p. (ISBN 9782894544556 et 9782894544556)
- Femme des papas, Montréal, Éditions Trois Amériques, 2019, 331 p. (ISBN 9782924440155)
- Kolangèt Madan Bwadòm, Montréal, Éditions Trois Amériques, CIDIHCA, 2019, 249 p. (ISBN 9782924440162)
- Les petites donneuses, Montréal, Éditions Trois Amériques, CIDIHCA, 2020, 310 p. (ISBN 9782924440179 et 9782894544020)
- Le sorcier de la maison blanche, Montréal, Éditions Trois Amériques, CIDIHCA, 2020, 726 p. (ISBN 9782894544372 et 9782924440216)

### Récit
- Le pouvoir du sexe, Montréal, Éditions du CIDIHCA, 2014, 190 p.  (ISBN 9782894544426)

### Nouvelles
- Je suis black mais je baise tes blanches, Montréal, Éditions Trois Amériques, 2017, 216 p. (ISBN 9782924440131)

### Conte
- Farouk, le petit canard bleu, avec des illustrations de Rénold Laurent, Montréal, Éditions Trois Amériques, 2016, 69 p. (ISBN 9782924440124)

### Essais
- Dans le ventre de la bête : essai sur l'occupation américaine d'Haïti, 1915-1934, 1994, 2004, avec une préface et une postface de Paul Laraque, Auteuil, Laval, 2004, 141 p. (ISBN 2-922243-11-7)
- La République bossale : Alexis et les carnassiers du pouvoir, Montréal, CIDIHCA, 2011, 517 p. (ISBN 9782894543085)
- Zonbi goute sèl : [pwezi], Montréal, Éditions du CIDIHCA, 2011, 69 p.  (ISBN 978-2-89454-982-7)
- La création révoltée : essai critique = La creación rebelde : ensayo crítico, Montréal, Éditions Trois Amériques, 2014, 174 p. (ISBN 9782924440001)

### Théâtre
- La terre a tremblé en Haïti : monologue du poète ivre, Montréal, CIDIHCA, 2011, 98 p. (ISBN 978-2-89454-309-2)

## Prix et distinctions
- 1995 - Récipiendaire : Médaille José Maria de Heredia décernée par l’Union des écrivains et artistes de Cuba[1]
- 1996 - Récipiendaire : Honneur au Congrès international sur la ville et l'écrivain, tenu à Monterrey au Mexique[1]
- 2017 - Récipiendaire : Médaille d'Or du Cercle des Artistes Peintres et Sculpteurs du Québec[1]
- 2018 - Récipiendaire : Médaille d'Argent lors de l’exposition à l’Abbaye de Fontdouce à Charente-Maritime, en France[1]